# (15343) Von Wohlgemuth
(15343) Von Wohlgemuth est un astéroïde de la ceinture principale découvert en 1994.

## Description
(15343) Von Wohlgemuth a été découvert le 15 août 1994 à l'observatoire astronomique de Farra d'Isonzo, situé dans la commune de Farra d'Isonzo, dans la province de Gorizia (Frioul-Vénétie Julienne), en Italie, par l'Observatoire astronomique de Farra d'Isonzo.

### Caractéristiques orbitales
L'orbite de cet astéroïde est caractérisée par un demi-grand axe de 2,24 UA, un périhélie de 1,94 UA, une excentricité de 0,13 et une inclinaison de 3,72° par rapport à l'écliptique. Du fait de ces caractéristiques, à savoir un demi-grand axe compris entre 2 et 3,2 UA et un périhélie supérieur à 1,666 UA, il est classé, selon la JPL Small-Body Database, comme objet de la ceinture principale.

### Caractéristiques physiques
(15343) Von Wohlgemuth a une magnitude absolue (H) de 15,4 et un albédo estimé à 0,281.